# ملحمة الشفق: قمر جديد
ملحمة الشفق: قمر جديد (بالإنجليزية: The Twilight Saga: New Moon) فيلم فانتازيا رومانسي أمريكي تم إصداره سنة 2009. حيث أخرجه الأمريكي كريس واتيز إنطلاقا من رواية بنفس الاسم للكاتبة الأمريكية ستفني ماير. وهو ثاني فيلم في سلسلة أفلام ملحمة الشفق. قامت ببطولته كريستين ستيوارت في دور بلا سوان وروبرت باتينسون في دور مصاص دماء إدورد كولن وتايلور لوتنر في دور جيكب بلاك. عُرض الفيلم في 20 نوفمبر 2009.

## القصة
في يوم عيد ميلاد بيلا سوان، استيقظت من نومها بعد أن رأت نفسها امرأة مسنة، فتحدثت إلى حبيبها آنذاك إدوارد كولن عن استيائها من التقدم في العمر. في نفس الليلة أقامت عائلة إدوارد بالتبني حفلة عيد ميلاد لبيلا رغم عدم تشجعها للفكرة في البداية. أثناء فتح الهدايا في بيت عائلة كولن جرحت بيلا نفسها مما سبب تهيج جاسبر (أخو إدوارد) بسبب رائحة الدم فحاول قتلها. بعد ذلك أدرك إدورادالخطر الذي سببه لبيلا فأنها علاقتهما وغادرت عائلة كولن فوركس نهائيًا.
سبب ذهاب إدوراد حزنًا شديدًا لبيلا لعدة أشهر، لكنها قررت العودة إلى الحياة الاجتماعية بعد أن أمرها والدها بالذهاب للعيش مع أمها في فلوريدا. ذهبت بيلا لمشاهدة فيلم مع صديقتها جيسيكا ستانلي وعندما خرجا، رأت بيلا مجموعة شبان متسكعين على درجات نارية، فتذكرت أن مجموعة منهم حاولوا الاعتداء عليها سابقًا قبل أن ينقذها إدوراد ورأت خيالًا لإدوراد يحذرها من الاقتراب منهم، إلا أنها اقتربت منهم وركبت مع أحدهم رغبة في رؤية الخيال فرأته عدة مرة. حاولت بيلا تعميق علاقتها مع صديقها جيكوب لتنسى الهم الذي سببه ذهاب إدوراد، لكنه انقطع عنها لعدة أسابيع ورفض الحديث معها، فاكتشفت لاحقًا أنه «مستذئب» وأن المستذئبين أعداء قدماء لمصاصي الدماء. كان جيكوب وأصدقاؤه منشغلين بمطاردة مصاصة الدماء الشريرة فيكتوريا التي تحاول قتل بيلا انتقامًا لحبيبها. بعد أن أصبحت وحيدة مرة أخرى، عادت بيلا إلى ممارسة نشاطات خطرة على أمل أن ترى إدوراد.
ظن إدوراد بسبب خطأ المعلومة التي وصلته أن بيل انتحرت. فقرر إدوراد الذهاب إلى إيطاليا ليستفز عائلة الفالتوري (وهم سادة مصاصي الدماء القادرين على قتله) بإظهار نفسه للبشر في ضوء الشمس. أخبرت اليس كولن صديقتها بيلا بذلك، فذهبتا على عجل إلى إيطاليا لإنقاذ إدوراد ووصلا في الوقت المحدد لإيقافه. قرر الفالتري أن بيلا التي تعرف بوجود مصاصي الدماء يجب أن تُقتل أو أن تُحوّل إلى مصاصة دماء. منعت آليس الفالتري من قتلها بعد أن أخبرت آرو (كبير الفالتري) أنها رأت أن بيلا سوف تُحوّل، ووعدت بأن تحولها بنفسها. عادوا بعد ذلك إلى فوركس وأخبر إدوراد بيلا أنه ما غادر إلا لحمايتها، فسامحته.ثم صوّتت عائلة كولن لصالح تحويل بيلا إلى مصاصة دماء، الأمر الذي لم يرده إدوراد وجيكوب. في نهاية الفيلم، خيّر إدورد بلا بين أن تحولها اليس بعد أن يتخرجا أو أن يحولها هو بنفسه شرط أن تتزوجه، لكن جيكوب ذكّر إدورد بالاتفاق الذي عقدته عائلة كولن مع القبيلة: أن القبيلة لن تتعرض لهم ما لم يعضوا البشر.